# Panopsis antioquensis
Panopsis antioquensis är en tvåhjärtbladig växtart som beskrevs av L.E. Gutiérrez Hernández. Panopsis antioquensis ingår i släktet Panopsis och familjen Proteaceae. Inga underarter finns listade i Catalogue of Life.